# Mormonia arizonae
Mormonia arizonae là một loài bướm đêm trong họ Noctuidae.